# Nemanoke stomiculata
Nemanoke stomiculata är en rundmaskart som beskrevs av Yeates och Spiridonov 1996. Nemanoke stomiculata ingår i släktet Nemanoke och familjen Drilonematidae. Inga underarter finns listade i Catalogue of Life.